# Гречухін Дмитро Дмитрович
Гречу́хін Дмитро́ Дми́трович  (липень 1903 або 1903 , Наволокиd, Костромська губернія  — 22 лютого 1939 ) — радянський діяч органів державної безпеки. Депутат Верховної Ради СРСР та Верховної Ради УРСР першого скликання.

## Біографія
Народився в липні 1903 року в с. Наволоки Владимирської губернії (Івановської області).
Лютий 1919 року — травень 1920 року — конторник Наволоцького районного відділення соціального забезпечення.
У жовтні 1919 року вступив до ВКП(б).
Травень — жовтень 1920 року — секретар осередку ВКП(б) Наволоцької текстильної фабрики «Приволзька комуна».
Жовтень 1920 — вересень 1921 року — молодший міліціонер 5-го Наволоцького району Кінешемської повітової міліції.
Вересень 1921 — січень 1922 року — помічник уповноваженого Політбюро НК Кінешемського повіту.
Лютий 1922 — грудень 1925 року — керуючий справами фабкому Наволоцької текстильної фабрики «Приволзька комуна». Грудень 1925 року — грудень 1926 року — голова правління клубу Наволоцької текстильної фабрики «Приволзька комуна».
Грудень 1926 — грудень 1927 року — голова правління клубу текстильної фабрики «Поліна» Кінешемського повіту. Січень 1928 року — травень 1929 року — помічник уповноваженого Кінешемського повітового відділення ГПУ. Травень — жовтень 1929 року — старший уповноважений Кінешемського окружного відділення ГПУ.
Жовтень 1929 — вересень 1930 року — начальник ІНФВ Костромського окружного відділення ГПУ.
Вересень 1930 — 10 липня 1934 року — помічник начальника ЕКВ ПП ОГПУ в Івановській області. 10 липня 1934 року — червень 1935 року — помічник начальника ЕКВ УДБ УНКВС Івановської області.
Червень 1935 року — 25 липня 1936 року — заступник начальника ЕКВ УДБ УНКВС Західно-Сибірського краю. 25 липня — 28 листопада 1936 року — начальник ЕКВ УДБ УНКВС Західно-Сибірського краю. 23 січня — 14 червня 1937 року — начальник 3-го відділення УДБ УНКВС Західно-Сибірського краю. 14 червня — 13 вересня 1937 року — заступник начальника ОВ ГУДБ НКВС Сибірського ВО.
13 вересня 1937 — 26 лютого 1938 року — начальник УНКВС Красноярського краю. Листопад 1937 року — обраний депутатом Верховної Ради СРСР від Північно-Єнісейського району Красноярського краю.
У січні 1938 року брав участь у роботі 1-го скликання Верховної Ради СРСР.
26 лютого — 28 травня 1938 року — начальник УНКВС УРСР Одеської області.
28 травня — 15 вересня 1938 року — начальник ОВ НКВС Київського військового округу.
Травень — вересень 1938 року — виконувач обов'язків заступника наркома внутрішніх справ УРСР.
26 червня 1938 року обраний депутатом до Верховної Ради УРСР першого скликання по Одеській сільській виборчій окрузі № 117 Одеської області. Член Мандатної комісії Верховної Ради УРСР.
15 вересня — 3 грудня 1938 року — начальник УНКВС Ростовської області.
Заарештований 3 грудня 1938 року. 22 лютого 1939 року засуджений за статтями 58-а, 58-11 Карного кодексу РРФСР до страти. Розстріляний.
1989 року справу переглянуто, але в реабілітації відмовлено.